# Індекс підтримки споживача
Індекс підтримки споживача (англ. Net Promoter Score - NPS) - це один із управлінських інструментів, який використовують для оцінки лояльності споживацьких відносин. Запропонований як альтернатива більш традиційному вимірюванню споживацької задоволеності. Повідомляється, що третина компаній із списку Fortune 1000 застосовували цей показник в своїй роботі.
Індекс NPS вперше представлено 2003 року Фредом Райчхелдом у статті “Одна цифра, що необхідна для росту” (журнал Harvard Business Review). Мінімальне значення індексу -100 (коли всі клієнти відмовляють користуватись продуктом компанії) і +100 (коли кожен клієнт-промоутує компанію). Якщо індекс має додатнє значення - це добре, якщо досягає +50 пунктів - відмінно.
Індекс підтримки споживача вимірює лояльність, що існує між постачальником і споживачем. Постачальником може бути компанія, роботодавець тощо. Саме постачальник зацікавлений дізнатись індекс підтримки та задає запитання в NPS-опитуванні. Споживач - це клієнт, співробітник або респондент, який відповідає на питання опитування.
Індекс підтримки споживача обчислюють на основі відповідей на одне питання Яка ймовірність того, що ви порекомендуєте наш продукт/сервіс своїм друзям, колегам, партнерам? Варіанти відповіді на це питання найчастіше знаходяться на шкалі від 0 до 10.